# Бехтсріт
Бехтсріт (нім. Bechtsrieth) — громада в Німеччині, розташована в землі Баварія. Підпорядковується адміністративному округу Верхній Пфальц. Входить до складу району Нойштадт-ан-дер-Вальднааб. Складова частина об'єднання громад Ширміц.
Площа — 4,78 км2. Населення становить 1097 ос. (станом на 31 грудня 2020).